# Округ Тајрел (Северна Каролина)
Тајрел (енгл. Tyrrell County) је округ у америчкој савезној држави Северна Каролина.

## Демографија
По попису из 2010. године број становника је 4.407, што је 258 (6,2%) становника више него 2000. године.
| Група             | 2000.         | 2010.         |
| Белци             | 2.303 (55,5%) | 2.350 (53,3%) |
| Афроамериканци    | 1.636 (39,4%) | 1.683 (38,2%) |
| Азијати           | 31 (0,7%)     | 80 (1,8%)     |
| Хиспаноамериканци | 150 (3,6%)    | 240 (5,4%)    |
| Укупно            | 4.149         | 4.407         |